# Kaleida Labs
Kaleida Labs（カライダ）は、1991年に設立されたAppleとIBMの合弁会社。マルチメディアクロスプラットフォームのKaleida Media Playerとその振る舞いをプログラムするために使用されたオブジェクト指向スクリプト言語ScriptXを制作した。1990年代初め、このシステムは、主要な取組みとしてインタラクティブCD-ROMタイトルの開発を目指していた。 システムが1994年に出荷された時、システム要件とメモリフットプリントが比較的高く、MacプラットフォームではPowerPCのネイティブバージョンがなかった。 同じ時期に、市場の急速な変化、特にWorld Wide WebとJavaプログラミング言語の拡大により、インタラクティブCD-ROM市場はニッチな役割となった。 Kaleidaプラットフォームは大きな牽引力を得ることができず、同社は1996年に閉鎖された。
Kaleidaは、TaligentオペレーティングシステムとPowerPCプラットフォームのためのMotorolaとのAIM連合を含む1990年代初めの3つ作られた合弁会社の1つ。 これらのプロジェクトはすべて同じような運命を辿って、1990年代半ばに解散した。 ScriptXはまた、時間軸の中でAppleでスタートした同様に失敗したソフトウェアプラットフォームの1つだった。 

## 歴史

### 成り立ち
1991年に設立が発表された同社は、1992年の夏にナット・ゴールドハーバーが最初のCEOに就任し事業を開始した。 同社は、AppleのQuickTimeチームのメンバーと、IBMのビッグアイアンコンテンツ配信のメンバーで構成されていた。Kaleidaのオフィス（カリフォルニア州マウンテンビュー）は、U.S. 101高速道路の東にあるショアライン・アンフィシアターの近くに位置した。Kaleidaは、企業ウェブサイトを公開する最初期の会社の1つであった。
このシステムの初期モデルはKaleida Media Playerで、Macintosh、IBM PCクローン、そしてセットトップボックスやその他のプラットフォームで動作するQuickTime Playerのクロスプラットフォームインタラクティブバージョンだった。単一の普遍的なマルチメディアシステムでなければならなかった。 このモデルの上には、ScriptXプログラミング言語とオブジェクトライブラリがあり、開発者はメディアファイルを完全にインタラクティブにすることができた。
Digital World Conferenceで発表された声明によると、ScriptXは、開発者が「画面上のボタンを押して「Save as ScriptX」」を選択するだけで、実際にどのデバイスにでも作業を配布できるようにすると述べた  。ゴールドハーバーは後に「実際には社会的に重要な存在だ」と述べた。
ゴールドハーバーの派手なスタイル、多額の支払い、明らかな進歩の欠如は、否定的な報道につながった。 ある幹部は、「同社は1年間で約2000万ドルを使い、AppleとIBMは今後お金を費やし続けることを嫌っている。 Kaleidaの給与は高く、現在の開発段階では従業員数が多すぎる。」と述べている。
1993年の初めに、ゴールドハーバーと取締役会はストックオプションでの戦いを開始した。7月18日、同社CEOを、ゴールドハーバーから元IBMのマイク・ブラウンへ交替すると発表した。 同社は、ゴールドハーバーが業界のパートナーシップ構築のための取締役会に残るが、この前進の欠如と彼の野放図な経営を主な理由として非難した。 ゴールドハーバーは、IBMとAppleの異なる文化や政治工作が当初から同社を破滅させたと断言した。

### 再集中および解放
ゴールドハーバー追放に続いて、同社の焦点は狭められた。 セットトップボックス用のシステムを構築する計画は、1994年4月に正式に放棄された。以来、Kaleidaの使命は、この時点で既に非常に遅れていたが、Script X言語とマルチメディアオブジェクトライブラリを完成させサポートすることになった。 KaleidaはKMPをシステムソフトウェアとして新しいパーソナルコンピュータにバンドルしようとした。 同時に、CD-ROM開発者は、既存のWindowsおよびMacintoshシステムをサポートするためのコンテンツをKMPと共に出荷することができる。 新しい集中の一環として、同社は約20〜25％の人員を解雇し縮小された。
1993年後半から1994年初頭にかけ、Kaleida Media Playerは、4MHzのランダムアクセスメモリを搭載した25MHzのMotorola 68030または25MHzのIntel 80486プロセッサで構成されたリファレンスプラットフォーム上で動作することが目標だった。 そのようなシステムは当時のインストールベースの典型であり、ほとんどの新しいコンピュータは読み取り専用のCD-ROMドライブが内蔵され出荷されていた。 東芝は、Kaleidaのセットトップボックスの取り組みを支持し、少数株主となった。 短い期間だったがKaleidaはWindows（Windows 3.1とWindows 95の両方）、Macintosh（68000とPowerPCプラットフォームの両方をサポートする）、OS/2のクロスプラットフォーム開発作業を行っていた。
Script X開発キットとKaleida Media Player 1.0は、1994年12月19日にようやくリリースされた。 遅れが懸念されたにもかかわらず、レビューでは、 "使いやすさで注目に値する"と目覚しい評価を得、KMPのコア1.0にはWindowsでは3.3 MBのRAMが必要であり、Macでは2.9 MBという 「ScriptXベースの開発に共通の高い特徴を提供するクラス」だった。これを視野に入れるために、当時のミッドレンジ製品のMacintosh LC 475は4MバイトのRAM標準で出荷された。 システムはPowerPC形式でリリースされていなかったが、PowerPCはハイエンドMacのCPUとなって8ヶ月間経っていた。